# Parafia Matki Bożej Jeziornej w Lakewood
Parafia Matki Bożej Jeziornej w Lakewood (ang. St. Mary of the Lake Parish) – parafia rzymskokatolicka położona w Lakewood w stanie New Jersey w Stanach Zjednoczonych.
Jest wieloetniczną parafią w Diecezji Trenton, z mszą św. w języku polskim dla polskich imigrantów.
Ustanowiona w 1889 roku i dedykowana Matce Bożej Jeziornej.

## Cmentarze
- St. Mary of the Lake Cemetery & Mausoleums

## Nabożeństwa w j.polskim
- Niedziela – 13:30